# Evolution (film)
 For alternative betydninger, se Evolution (flertydig). (Se også artikler, som begynder med Evolution)
Evolution er en science-fiction komediefilm instrueret af Ivan Reitman fra 2001. Den er baseret på en historie af Don Jakoby, som omdannede den til en manuskript sammen med David Diamond og David Weissman. Filmen blev oprindeligt skrevet som en alvorlig gyser science-fiction film, indtil instruktøren Ivan Reitman igen skrev en stor del af manuskriptet. Handlingen følger aliens, der kommer til jorden i en meteor, hvorefter de udvikler sig til et menageri af aparte skabninger og forsøger at tilpasse sig Jordens miljø og udgøre en trussel mod menneskeheden.
Den blev udgivet den 8. juni, 2001 af både DreamWorks og Columbia Pictures.
En kortvarig animerede seriet, Alienators: Evolution Continues, det var løst baseret på filmen blev transmitteret måneder efter filmen blev udgivet.

## Medvirkende
- David Duchovny som oberst (Ret.) Dr. Ira Kane, PhD.
- Julianne Moore som Dr. Allison Reed, PhD.
- Orlando Jones som Prof. Harry Phineas Block
- Seann William Scott som Wayne Grey
- Ted Levine som brigadegeneral Russell Woodman
- Ethan Suplee som Deke Donald
- Michael Bower som Danny Donald
- Pat Kilbane som officer Sam Johnson
- Ty Burrell som oberst Flemming
- Dan Aykroyd som guvernør Lewis
- Katharine Towne som Nadine
- Gregory Itzin som Barry Cartwright
- Ashley Clark som løjtnant Cryer

Kyle Gass, Sarah Silverman, Richard Moll, Tom Davis, Jerry Trainor, Miriam Flynn, Caroline Reitman and John Cho har gæsteoptrædener i filmen.